# سكوت اندروز (لاعب كرلنغ)
سكوت اندروز (بالإنجليزية: Scott Andrews)‏ هو لاعب كرلنغ بريطاني، ولد في 14 يونيو 1989 في Irvine, North Ayrshire ‏ في المملكة المتحدة.

## وصلات خارجية
- سكوت اندروز على موقع الاتحاد الدولي للكرلنغ (الإنجليزية)
- سكوت اندروز على موقع اللجنة الأولمبية الدولية (الإنجليزية)
- سكوت اندروز على موقع أوليمبيديا (الإنجليزية)
- سكوت اندروز على موقع اللجنة الأولمبية البريطانية (الإنجليزية)